# Ik wil dansen
Ik wil dansen is een single van de Nederlandse zangeres Froukje uit 2020. Het stond in 2021 als derde track op haar debuut-ep Licht en donker.

## Achtergrond
Ik wil dansen is geschreven door Froukje Veenstra, Jens van der Meij, Pieteke Dik en Yvette Terpstra en geproduceerd door Van der Meij. Het is een nederpoplied waarin de liedverteller zingt dat ze wil dansen. Voor het lied kwam Dik eerst met de baslijn, waarna Terpstra de gitaarpartij schreef. De tekst is geschreven door Veenstra. Het lied groeide vanaf 2021 tijdens de coronacrisis onbedoeld uit tot het lied voor de beweging #unmuteus, een beweging die pleitte voor het openen van de horeca en de evenementenbranche. De single heeft in Nederland de gouden status.

## Hitnoteringen en prijzen
Het lied had bescheiden succes in de Nederlandse hitlijsten. Het bereikte de Top 40 niet, maar noteerde wel de 74e plek in de Single Top 100. Dit was in de enige week dat het in deze lijst stond. VPRO 3voor12 riep het nummer uit tot Song van het Jaar 2021. Hiermee was de zangeres de jongste artiest die deze titel won sinds Krezip in 2000.

### NPO Radio 2 Top 2000
| Nummer met noteringen in de NPO Radio 2 Top 2000 | '22 | '23 | '24 |
| ------------------------------------------------ | --- | --- | --- |
| Ik wil dansen                                    | 397 | 461 | 456 |

1. ↑  Een vetgedrukt getal geeft de hoogste notering aan.
2. ↑  2022 was het eerste jaar met een notering voor dit nummer.